# Джут (падёж)
Джут (каз. жұт, кирг. жут) — массовый падёж скота, вызванный обледенением пастбищ или обильным снегопадом, затрудняющим выпас скота (лошадей, овец) в Казахстане и Кыргызстане.
При кочевом хозяйствовании приводил к гибели значительной части скота. В первую очередь погибал молодняк и ослабевшие животные. Единственным спасением была откочевка в другую местность. Джут мог возникнуть вследствие длительного (более недели) и обильного снегопада, когда глубина выпавшего снега мешала овцам достать до травы и они голодали. Нередко джут становился следствием дождя, который мог пойти в оттепель зимой, сменившегося резким похолоданием. В результате корка льда покрывала толстым слоем поверхность снега. Животные не могли эффективно пробивать слой льда и полноценно питаться. В таком случае жертвами становились даже лошади, ноги которых покрывались ранами от острого льда. При этом погибала значительная часть молодых, больных и старых животных.